# Енгуразов, Измаил Ибрагимович
Измаил Ибрагимович Енгура́зов (1910—1961) — геолог, лауреат Сталинской премии 3 степеней, премии имени И. М. Губкина (1951).

## Биография
Родился в 1910 году в простой рабочей семье.
И из-за нужды в семье не смог получить хотя бы начального образования. Семья рано осталась без отца и Измаилу пришлось как самому старшему в семье взять на себя обязанности по обеспечению своей матери и малолетних братьев и сестры.
Окончил вечернюю школу для взрослых, а затем — геологоразведочный факультет СГУ имени Н. Г. Чернышевского.
Там учился под руководством одного из ярчайших учёных Саратова, профессора Бориса Александровича Можаровского, который первым спрогнозировал и научно обосновал возможность нахождения на Саратовской земле крупных месторождений нефти и газа.
Проработав год в Актюбинске (Казахстан), вернулся на родину, где начал геологические исследования в посёлке Елшанка.
В 1941 году был получен первый елшанский газ, который позволил в начале Великой Отечественной войны обеспечить топливом предприятия, работающие на оборону.
Был заместителем начальника объединения «Саратовнефть», позднее — директором Нижне-Волжского филиала Всесоюзного научно-исследовательского геолого-разведочного института.
Умер в 1961 году.

## Награды
- орден Ленина
- орден Трудового Красного Знамени
- Премия имени И. М. Губкина (совместно с С. Ф. Фёдоровым, Н. Л. Гущиным, Е. М. Геллером, за 1951 год) — за работу «Поиски и разведка на нефть и газ в Саратовском Поволжье»
- Сталинская премия первой степени (1946) — за открытие и исследование Елшанского газового месторождения близ Саратова[1]
- Сталинская премия второй степени (1950) — за открытие месторождений нефти— за открытие месторождений нефти
- Сталинская премия второй степени (1952) — за работу в области военной техники